# Georges Finet
Georges Finet (* 6. September 1898 in Villeurbanne; † 14. April 1990 in Châteauneuf-de-Galaure) war ein französischer römisch-katholischer Geistlicher, Vertrauter von Marthe Robin und Mitgründer der Foyers de Charité.

## Leben und Wirken

### Priester in Lyon
Finet entstammte einer großbürgerlichen Lyoner Juweliersfamilie. Der ältere Bruder wurde Jesuit, eine Schwester Assumptionistin. Finet besuchte die Internatsschule der Kartäuser in Lyon, bis er 1915 in der Basilika von Ars den Ruf zum Priestertum verspürte und zum Theologiestudium in das Päpstliche Französische Priesterseminar nach Rom ging (unterbrochen durch Kriegs- und Wehrdienst als Offizier von Dezember 1916 bis Dezember 1919). Im Juli 1923 wurde er in Lyon von Kardinal Maurin zum Priester geweiht. Nach der Promotion in Rom zum Doktor der Theologie (1924) kehrte er in die Diözese Lyon zurück und war zuerst Kaplan in Oullins. Dort erregte er Aufsehen durch seine Evangelisierungsenergie bei den Arbeitern und wurde schon ein Jahr später an die Kathedrale versetzt, wo er bis 1934 seelsorgerisch wirkte. 1930 entging er wie durch ein Wunder der Bergrutschkatastrophe von Fourvière. Von 1934 bis 1939 wirkte er in der Verwaltung der katholischen Schulen des Bistums.

### Begegnung mit Marthe Robin
1936 traf er in Châteauneuf-de-Galaure durch Zufall ein erstes Mal auf die bettlägerige Mystikerin Marthe Robin und wurde von ihr auserkoren, das von ihr „unter himmlischer Eingebung“ geplante Werk der „Häuser der Nächstenliebe“ (französisch: Foyers de charité) zu verwirklichen. Noch im selben Jahr leitete Finet in Châteauneuf-de-Galaure Exerzitien mit 33 Frauen, aus deren Mitte die ersten Berufungen erwuchsen. Die bereits 1934 von Marthe Robin gegründete katholische Mädchenschule (mit Internat), ab sofort unter der Leitung von Hélène Fagot und Marie-Ange Dumas, wohlwollend begleitet von Bischof Camille Pic (1876–1951) von Valence und Ortspfarrer Léon Faure (1873–1955), hatte großen Erfolg. Finet führte bis 1939 eine Doppelexistenz in Lyon und in Châteauneuf. In Lyon organisierte er den regionalen Marienkongress von 1939 und wurde zum Domkapitular ernannt. In Châteauneuf leitete er Exerzitien, hielt zahlreiche Predigten, speziell über den in der Gegend starken Kommunismus, und leitete, unterstützt von Abbé Faure, die seit 1936 bestehende Gemeinschaft, die sich auch am Beispiel von Thérèse Durnerin (1848–1905) inspirierte.

### Wirken in Châteauneuf-de-Galaure
Von September 1938 bis August 1940 war Finet als Offizier mobilisiert. Dann nahm er dauerhaft in Châteauneuf Wohnung, stand vierzig Jahre lang in täglichem Austausch mit Marthe Robin und begann mit dem Bau eines großen Gemeinschaftshauses (mit Kapelle für 170 Personen, Fertigstellung 1947). Die ersten Tochterhäuser entstanden in La Léchère (Ortsteil Grand Naves) und Les Pennes-Mirabeau (Ortsteil La Gavotte). Zwischen Vichy, der Résistance und den deutschen Besatzern war sein Leben mehrfach in Gefahr. Marthe Robin wies ihn darauf hin, dass der Hitlerismus weit schlimmer sei als der Kommunismus.

### Ausbreitung der Gemeinschaft
1948 wurde das „Große Haus“ (Grand Foyer) in Anwesenheit von 1500 Menschen eingeweiht. 1954 wurde im Vorort Saint-Bonnet eine Knabenschule eröffnet, ein Jahr später eine Hauswirtschaftsschule. Tochterhäuser entstanden 1950 in Roquefort-les-Pins und Besançon (La Roche d’Or), 1953 in Lyon (Notre-Dame-des-Ondes), 1957 in Poissy und Les Houches (La Flatière), 1959 in Baye (Département Marne), 1960 in Rochefort-du-Gard, 1965 in Ottrott und Saint-Denis (Aude) (heute in Colayrac-Saint-Cirq), 1966 in Tressaint (Lanvallay), 1970 in Branguier (Peynier) und Courset, 1973 in La Ferté-Imbault, 1975 in Agen, zahlreiche weitere außerhalb Frankreichs in Belgien (1957 in Spa, 1962 in Bonheiden), in Luxemburg, in der Schweiz (1939 in Bex), in Spanien und ab 1958 außerhalb Europas. 1980 gab es insgesamt 57 Häuser. Da in Châteauneuf die Kapelle nicht ausreichte, wurde dort eine größere Kirche (Sanctuaire Sainte-Marie-Mère-de-Dieu) gebaut und 1979 eingeweiht.

### Krise und Anerkennung der Gemeinschaft
Als 1981 Marthe Robin starb, befand sich die Gemeinschaft in einer Führungskrise. Ab 1975 hatte sich ein Mitarbeiter (Paul Larrive) das Vertrauen von Finet erschlichen, um im Zusammenwirken mit dem ebenfalls hintergangenen Kardinal Alexandre-Charles Renard und der römischen Kongregation für die Ordensleute der Gemeinschaft gewaltsam ein Ordensstatut zu verpassen, das sie nicht wollte. Finet hätte 1980 in der Leitung abgelöst werden sollen. Es kam zur Revolte der Gemeinschaft gegen Renard, Larrive und Finet. Letzterer, nachdem er sich bei der Gemeinschaft für seinen personalen Fehlgriff (Larrive) entschuldigt hatte, gewann das Vertrauen der Häuser zurück und wurde mit Unterstützung des Bischofs von Valence (Didier-Léon Marchand) und dank einer Visitation durch Joseph Madec (späterer Bischof von Fréjus-Toulon) wieder in seine Befugnisse eingesetzt. Am 1. November 1986 (endgültig 1999) wurden die Foyers de Charité als private Vereinigung von Laien mit internationalem Charakter von der Päpstlichen Laienkongregation anerkannt.

### Die letzten neun Jahre
Nach dem Tod von Marthe Robin machte Finet in hohem Alter zahlreiche Reisen zu den Häusern in der ganzen Welt, um sein persönliches Erleben mit der Mystikerin weiterzugeben. 1983 feierte er in Châteauneuf sein 60. Priesterjubiläum, und 1986 den fünfzigsten Geburtstag der Foyers de Charité. Am 7. Oktober 1986 traf er in Annecy mit Papst Johannes Paul II. zusammen, der sein Lebenswerk würdigte. Er starb 1990 im Alter von 91 Jahren. Sein Requiem versammelte in Châteauneuf 5000 Menschen. In der Leitung der Gemeinschaft folgte ihm Jacques Ravanel (1923–2011) nach.

### Missbrauchsvorwürfe
Im Mai 2020 wurden durch eine unabhängige Kommission schwere Vorwürfe gegen Georges Finet erhoben. Er wurde beschuldigt, in seiner Rolle als Beichtvater übergriffig geworden zu sein. Die Opfer warfen ihm vor, als Mädchen und junge Frauen bei der Beichte sexuell missbraucht worden zu sein. Zuerst hatten 26 und im Jahr 2020 fast 50 Frauen den Vorwurf erhoben, dass sie als Schülerinnen im Alter von zehn bis 14 Jahren missbraucht worden seien. Diese Missbrauchsvorwürfe richteten sich auch an weitere Personen der Foyers.